# 대한민국의 빈곤

2013년 기준 약 14.6%에 상응하는 대한민국의 빈곤율(세후)

빈곤은 절대적 빈곤과 상대적 빈곤으로 나눌 수 있다.
절대적 빈곤이란 최소한 유지되어야 할 최저생계비를 상정하고 이를 가구 소득이 유지할 수 없는 상태를 빈곤으로 규정한 것이고, 상대적 빈곤이란 상대적으로 그 사회의 다른 사람들보다 적게 가지고 있는 것을 정의한다. 예를 들어 소득이 한 사회 중위소득의 50% 이하일 경우 빈곤한 상태로 보는 것이다.

## 추세

대한민국 노년층의 빈곤율은 OECD 국가들 가운데 가장 높다

2011년 대한민국의 빈곤율 (65세 이상)

기본적으로 한국의 절대, 상대적 빈곤 추세는 크게 보면 감소하는 추세에 있었다. 다만 IMF 이후 양극화가 심화되는 추세는 있으며, 사실 이것도 자료마다 수치 차이가 제법 나서 정확성을 담보하기 어려운 측면이 있다.
우선 한국 국민들 가운데 약 2%만이 오늘날 절대 빈곤에 영향을 받는데, 이 2% 가운데 약 14~15%는 노년층이며 상대 빈곤에 영향을 받는다는 말도 있지만, 2014년 『빈곤 · 불평등 추이 및 전망』에서 김미곤 보건사회연구원은 90년대 중반 절대빈곤 3%, 상대빈곤 9%를 기록했던 빈곤률이 21세기 들어 2012년까지 절대빈곤 8% 내외 상대비곤 14% 내외를 기록하고 있다며 "1인당 GDP는 크게 증가하였지만, 절대빈곤율과 상대빈곤율은 1990년 중반보다 높은 수준을 유지하고 있다. 이는 과거와는 달리 경제성장이 빈곤율 감소로 이어지는 낙수효과(trickle down effect)가 사라졌음을 의미한다"고 분석했다. 심지어 이는 소득수준이 낮은 농어가는 포함하지 않은 수치로 실제 빈곤율은 이보다 더 높을 것이라고 밝혔다.
반면 강성진 고대 교수는 '성장과 사회후생'에서 1997년 33%였던 절대빈곤율이 2006년엔 15.9%로 급감했다고 진단하며 당시 경제성장이 빈곤과 불평등을 해소했다고 진단했다.
한편, 한국은 미국과 함께 소득상위 10%가 전체 소득의 거의 절반을 가져갈 정도로 소득 불평등이 심하기 때문에 유럽 복지국가들에 비해 중위소득의 크기가 작다. 해서, 한국의 상대빈곤 인구는 실제로는 절대빈곤에 가까울 만큼 가난하다는 주장도 있다. 2017년 기준 상대빈곤율은 전체 인구의 17.4%라고 한다.
2000년의 다른 추정치에 따르면 11.5%로 언급되기도 했다.
OECD에 따르면, 상대적 빈곤은 상승 추세에 있으며 1990년대 초에 약 8%였던 것이 2012년 15%까지 상승하였다. 한국의 빈곤은 대부분 노년층에 영향을 주고 있으며, 실제 65세 이상 시민의 약 절반이 상대적 빈곤 속에 살고 있다. 이는 OECD 국가들 가운데 가장 높은 비율이다. 지난 15년 간 자신의 부모를 돌보아야 한다는 사고를 가진 성인들 수는 90%에서 37%로 하락하였다.

## 빈곤의 이유
한국은 공공 사회 복지 비용이 낮은 편이다. 한국 정부가 여기에 들이는 비용은 2007년 기준으로 GDP 중 7.6%였으며, 이는 OECD 평균 19%와 비교된다. 이러한 서비스 제공을 위해 전통적으로 가족과 민간 부문에 의지하는 것으로 설명될 수 있다. 게다가 상당수의 노동자들이 낮은 임금과 혜택을 받으며 일용직, 단기직에만 의존하고 있는 한국의 이원적인 노동시장이 소득 증가의 높은 불평등을 초래하고 있다고 평가받는다. 뿐만 아니라 급격한 최저임금 인상 및 잦은 노사갈등 (강성노조의 반란) 등으로 인해서 단순 노동/노무는 자동화 (로봇/기계로 대체)되는 추세에다 자영업과 일부 업종을 제외하고는 사회 구조적 문제로 양질의 일자리 수가 지극히 적은 편이다. 한국은 기름 한방울 나지않을만큼 복지의 재원이되는 천연자원이 희박하고 수출(무역), 관광업, 금융업 위주로 성장했기에 내수시장이 근본적으로 취약한데다 대기업(자본가)의 독점/독식 체제라 이러한 이유들로 하여금 소득 재분배와 복지정책이 빈약한 편이다.

## 같이 보기
- 대한민국의 고령화 문제
- 빈곤선